# Wat nu?!
Wat nu?! was een Nederlands televisieprogramma dat de VARA in de zomer van 2007 uitzond op Nederland 3. Het werd gepresenteerd door Isolde Hallensleben en Leon Verdonschot.
In dit televisieprogramma werd dagelijks het nieuws doorgenomen met de tafelgasten en filmpjes die via het internet zijn gevonden. Wat Nu?! verving het zomerpraatprogramma Wat Heet!, dat oorspronkelijk tot september 2007 op de televisie zou blijven maar in verband met de lage kijkcijfers halverwege werd gestopt.